# Jurij Manajenkow
Jurij Aleksiejewicz Makanienkow (ros. Ю́рий Алексе́евич Мана́енков, ur. 2 sierpnia 1936 we wsi Nowopokrowka w obwodzie tambowskim, zm. 28 sierpnia 2021 w Moskwie) – radziecki działacz partyjny.

## Życiorys
Od 1958 dziennikarz i działacz komsomolski w obwodzie tambowskim, od 1960 członek KPZR, 1964 ukończył Miczuryński Instytut Owocowo-Warzywny im. I. Miczurina. W 1974 zaocznie ukończył Wyższą Szkołę Partyjną przy KC KPZR, 1975-1981 sekretarz Komitetu Obwodowego KPZR w Tambowie, 1981-1982 doradca KC Ludowo-Demokratycznej Partii Afganistanu, 1983-1984 II sekretarz Komitetu Obwodowego KPZR w Tambowie. Od 14 stycznia 1984 do 23 września 1989 I sekretarz Komitetu Obwodowego KPZR w Lipiecku, 1986-1991 członek KC KPZR, 1989-1991 sekretarz KC KPZR, 1989-1990 kierownik Wydziału Organizacyjnego KC KPZR, 1990-1991 kierownik Wydziału Budownictwa Partyjnego i Pracy Kadrowej KC KPZR. Deputowany do Rady Najwyższej ZSRR 11 kadencji, deputowany ludowy ZSRR, 1991-1993 deputowany ludowy Federacji Rosyjskiej. Odznaczony Orderem Lenina i innymi odznaczeniami.